# Hymenophyllum cruentum
Espèce
Hymenophyllum cruentum est une fougère de la famille des Hyménophyllacées.

## Position taxinomique et historique
Hymenophyllum cruentum appartient au sous-genre Hymenoglossum.
Cette espèce est décrite une première fois en 1802 par Antonio José Cavanilles à partir d'un exemplaire collecté au Chili à San Carlos par Louis Née.
En 1843,  Karel Bořivoj Presl place cette espèce dans le genre Hymenoglossum : Hymenoglossum cruentum (Cav.) C.Presl.
En 2006, Atsushi Ebihara, Jean-Yves Dubuisson, Kunio Iwatsuki, Sabine Hennequin et Motomi Ito prennent Hymenophyllum cruentum comme espèce représentative du genre Hymenophyllum, sous-genre Hymenoglossum.
Cette espèce a un synonyme : Hymenoglossum cruentum (Cav.) C.Presl (1843).

## Description
Le rhizome est fin et long.
Les frondes, de 10 à 20 cm de long sur 5 à 10 cm de larges ont un limbe simple entier, ovale-lancéolé ou deltoïde-lancéolé. Le pétiole est à peu près de la taille du limbe. Les bords du limbe sont légèrement dentelés.
Les nervures du limbe sont marquées et, pour certaines variétés, violacées comme des veines (d'où son nom en Espagnol : « Sanginaria »). Le limbe séché prend une couleur brun-pourpre.
Les sores sont localisés sur les dentelures en bordure du limbe, entre deux lèvres épaissies.
Le nombre de base de chromosomes est de 36.

## Habitat - distribution
Cette fougère est originaire des forêts humides d'Amérique du Sud - Chili, Archipel Juan Fernández, Patagonie - où elle est principalement épiphyte des troncs d'arbres. Elle peut supporter occasionnellement des températures de -5 °C.

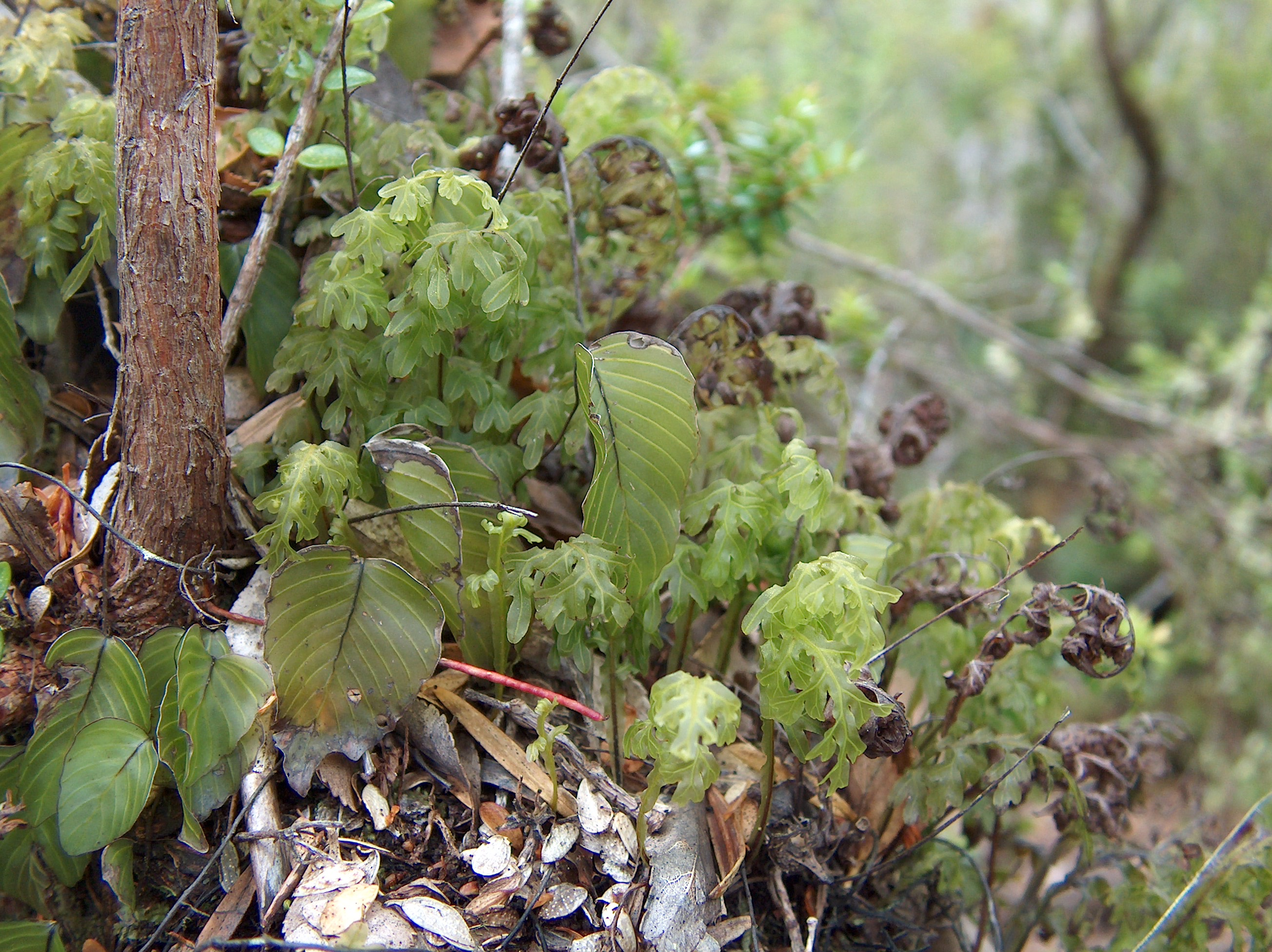
Hymenophyllum cruentum en compagnie de Hymenophyllum caudiculatum
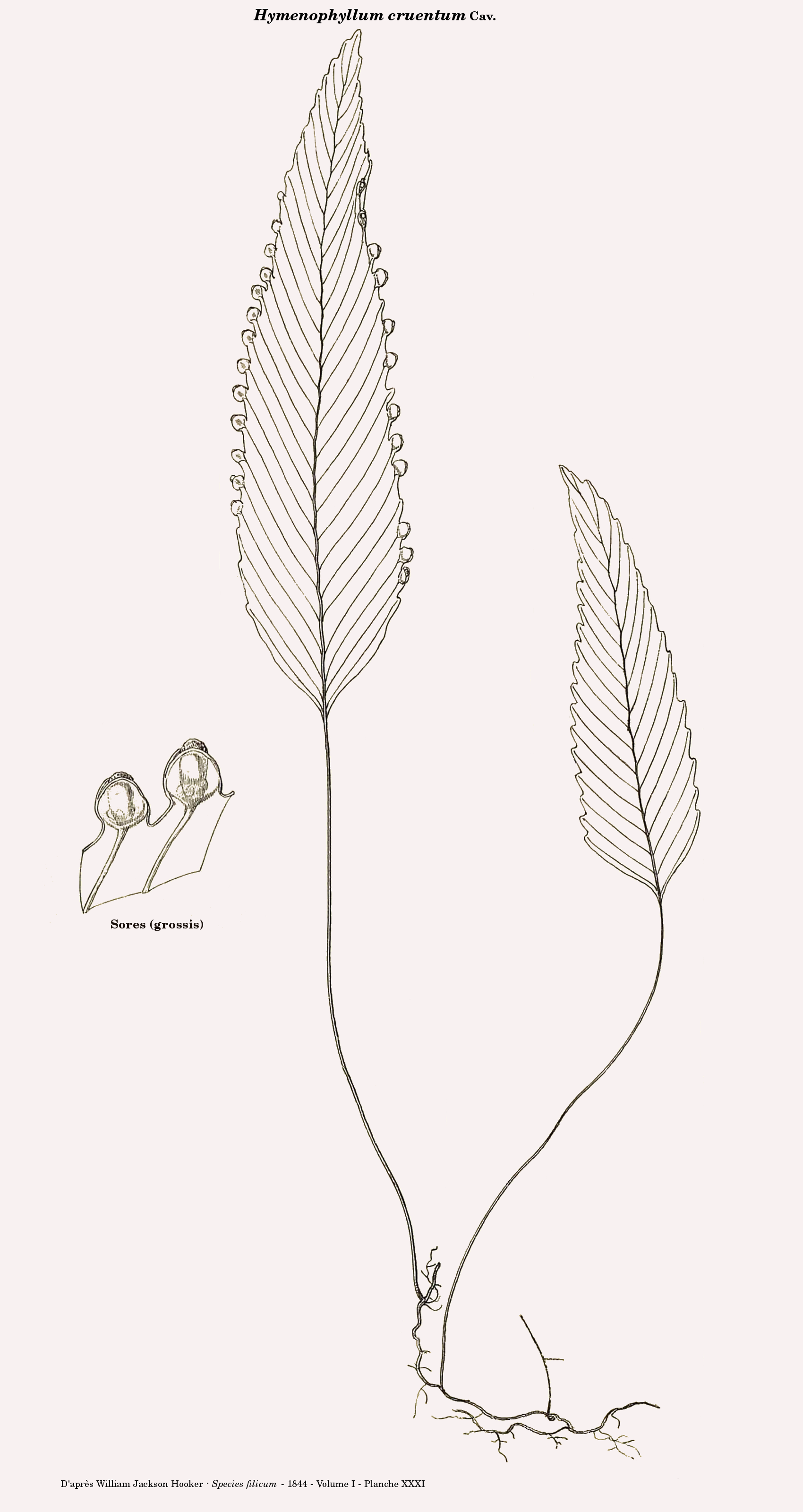
Schéma de William Jackson Hooker